# Tjeerd van der Weide
Tjeerd Ottes van der Weide (Wonseradeel, 27 oktober 1885 – Weesperkarspel, 6 juni 1947) was burgemeester van Velsen namens de NSB.

## Oorlogsburgemeester
Van der Weide was burgemeester van augustus 1942 tot de bevrijding in 1945. Na de Tweede Wereldoorlog werd hij door de Bijzondere Rechtspleging ter dood veroordeeld en op 6 juni 1947 geëxecuteerd.
Van der Weide was verantwoordelijk voor de afbraak van delen van IJmuiden en Velsen om de aanleg van de Atlantikwall te faciliteren. In zijn vrije tijd nam hij actief deel aan huiszoekingen, arrestaties en verhoren van ondergedoken joden, illegale werkers en willekeurig verdachte personen.
Hij arresteerde persoonlijk Herman Pieter de Noo, de stationschef van IJmuiden in 1943 nadat deze in het openbaar aangegeven had dat de spoorwegen deel hadden moeten uitmaken van de april-meistakingen. De volgende dag werd de stationschef door de Duitsers gefusilleerd. Tijdens de spoorwegstaking in 1944 dreigde de burgemeester alle spoorwegmedewerkers met uitlevering aan de SS als ze zouden deelnemen aan de staking. Voor zijn actieve pro-Duitse beleid werd hij door de bezetter beloond met het Kruis voor Oorlogsverdienste, 2e Klasse (Kriegsverdienstkreuz).
Tijdens zijn berechting gaf Van Der Weide aan dat hij vond dat hij altijd een goed vaderlander geweest was en niet wist dat de gedeporteerde joden omgebracht zouden worden.